# 李萃
李萃（?—?），贵州遵義人，清朝政治人物、同進士出身。
乾隆二十六（1761年）太后七旬辛巳恩科進士，三甲一百三十七名，后事不詳。